# Азизов, Азиз Имран оглы
Азиз Имран оглы Азизов (азерб. Əziz İmran oğlu Əzizov; род. 9 декабря 1963, Солтанлы, Джебраильский район) — глава исполнительной власти Бейлаганского района.

## Биография
Родился 9 декабря 1963 года в с. Солтанлы Джебраильского района. Окончил Азербайджанский институт нефти и химии по специальности «инженер».
С 1985 по 1992 год являлся мастером участка, вагонного отделения, ревизором, начальником управления безопасности дорожного движения, начальником эксплуатационного отделения трамвайно-троллейбусного управления исполнительного комитета Бакинского городского совета народных депутатов.
С 1992 по 1993 год являлся начальником технического отдела департамента транспорта г. Баку.
С 1993 по 1995 год являлся начальником по обеспечению безопасности движения департамента транспорта г. Баку.
С 1996 по 2006 год занимался предпринимательской деятельностью.
Глава исполнительной власти Джалильабадского района (8 августа 2006 — 2 февраля 2018).
Глава исполнительной власти Ясамальского района (2 февраля 2018 — 12 ноября 2019).
Глава исполнительной власти Сураханского района (12 ноября 2019 — 8 июля 2024).
Глава исполнительной власти Бейлаганского района (с 8 июля 2024).
Член партии «Новый Азербайджан».